# 52-es busz (Pécs)
A pécsi 52-es jelzésű autóbusz a Fagyöngy utca és az Időjós út között közlekedik. Egyes járatok a Fagyöngy utcától 24-es jelzéssel Mecsekszentkútig közlekednek.

## Története
A járatot 2021. március 3-án indították.

## Útvonala
| Fagyöngy utca → Időjós út                                                         | Időjós út → Fagyöngy utca                                                         |
| --------------------------------------------------------------------------------- | --------------------------------------------------------------------------------- |
| Fagyöngy utca – Pascal út – Galilei út – II. János Pál út – Időjós út – Időjós út | Időjós út – Időjós út – II. János Pál út – Galilei út – Pascal út – Fagyöngy utca |

## Megállóhelyei
| 52 (Fagyöngy utca – Időjós út) |                          |          |                                                           |               |
| Perc (↓)                       | Megállóhely              | Perc (↑) | Megállóhelyet érintő járatok                              | Létesítmények |
| 0                              | Fagyöngy utca végállomás | 7        | 1, 8, 22, 23, 23Y, 24, 33, 51, 52, 62, 73, 73Y, 109E, 142 |               |
| 2                              | Galilei utca             | ∫        | 51, 52                                                    |               |
| ∫                              | Pascal utca              | 5        | 51, 52                                                    |               |
| 7                              | Időjós út végállomás     | 0        | 52                                                        |               |